# Watertoren (Rijswijk Sammersweg)
De watertoren van Rijswijk in de Nederlandse provincie Zuid-Holland die aan de Sammersweg is gelegen, is gebouwd voor bevloeiing van gewassen in een tuindersbedrijf. Het is een vierkante ijzeren bak op vier poten. Tegenwoordig doet de watertoren geen dienst meer en is hij als een monument ter herinnering aan de kassenbouw in dit gebied langs de Sammersweg geplaatst, naast de afslag naar de Strijplaan.